# Warmer
Warmer è il terzo album in studio da solista del musicista statunitense Jeff Tweedy, pubblicato nel 2019.

## Tracce
Testi e musiche di Jeff Tweedy.
1. Orphan – 2:52
2. Family Ghost – 3:08
3. ...And Then You Cut It in Half – 4:34
4. Ten Sentences – 3:26
5. Sick Server – 2:54
6. Empty Head – 3:34
7. Landscape – 3:02
8. Ultra Orange Room – 2:40
9. Evergreen – 2:30
10. Guaranteed – 3:26